# フットサルガールズAngel League
フットサルガールズAngel League（フットサルガールズ・エンジェル・リーグ）は、BS日テレで放送される芸能人女子フットサルの放送番組である。2009年10月11日に放送開始。

## 概要
2003年に産声を上げた芸能人女子フットサルは、2005年以降「スフィアリーグ」「メルシートゥフェスタ（以下メルシー）」と形を変えて続いてきたが、2009年限りでのメルシーの終了に伴い新リーグ「エンジェルリーグ」が旗揚げされることになった。9月26日に第1戦が開幕した。
そして10月11日からエンジェルリーグのハイライト放送としてこの番組が開始された。
エンジェルリーグ第6回大会決勝戦の模様を放送した2010年9月25日（再放送は10月2日）をもって番組は終了。

## 放送時間
- 日曜17:00～17:30（2009年10月11日～2010年4月4日）
- 土曜17:30～18:00（2010年4月10日～2010年10月2日）

※いずれも本放送の翌週に同時刻で再放送。

## 参加チーム
太字はメルシーからの参加チーム
- XANADU loves NHC（ザナドゥ ラブズ エヌエイチシー、ホリプロ）
- YOTSUYA CLOVERS（ヨツヤクローバーズ、太田プロダクション）
- 南葛シューターズ（ナンカツシューターズ、メディア・モール）
- ミスマガジン（ミスマガジン、講談社）
- OMIASHI（オミアシ、J-OFFICE）
- TOKYO CHERRIES（トウキョウチェリーズ）※第3回より参加

### 過去の参加チーム
- ZENT sweeties（ゼントスィーティーズ、バーニングパブリッシャーズ）- 2010年4月3日の「4th」を以って活動停止

## 大会ルール
- フットサルガールズAngel Leagueローカルルールを採用。
- 獲得ポイントは優勝7P、準優勝5P、3位4P、4位3P、予選敗退1Pとする。

## 大会結果
2009-10シーズン
| 回 | 優勝             | 準優勝           | 3位              | 4位             | 5位           | 6位             | 7位 |
| -- | ---------------- | ---------------- | ---------------- | --------------- | ------------- | --------------- | --- |
| 1  | 南葛シューターズ | ミスマガジン     | XANADU loves NHC | YOTSUYA CLOVERS | ZENT sweeties | OMIASHI         |     |
| 2  | 南葛シューターズ | XANADU loves NHC | ミスマガジン     | ZENT sweeties   | OMIASHI       | YOTSUYA CLOVERS |     |

## 中継部分の出演者
- 解説　水内猛（サッカー解説者）
- 実況　810（ハット）MC